# Antonio Quintana Simonetti
Antonio Quintana Simonetti (La Habana, 1919-1993) fue uno de los más destacados arquitectos cubanos de la segunda mitad del siglo XX, precursor del Movimiento modernista.

## Biografía
Se graduó de la carrera de arquitectura en la Universidad de La Habana en 1944. Entre 1944 y 1959, realizó varias obras de importancia y fue premiado. Desde su etapa de estudiante, siempre rechazó los cánones clásicos y participó en la Quema de los Vignola. Participó en la construcción del Barrio Residencial Obrero de Luyanó, al sur de la bahía La Habana, junto con Mario Romañach y Pedro Martínez Inclán. Recibió, en 1956, el premio Medalla de Oro del Colegio Nacional de Arquitectos de Cuba. 
Tras el triunfo de la Revolución cubana, en 1959, Quintana decidió quedarse en Cuba y trabajar para el Gobierno revolucionario, a diferencia de muchos de sus colegas, que prefirieron abandonar el país. Dirigió la Dirección de Proyectos del Ministerio de la Construcción (MICONS), entre 1961 y 1969. 
Continuó realizando obras destacadas hasta 1991, en que concluyó su última obra: el Teatro Heredia de Santiago de Cuba. Falleció en La Habana, capital de Cuba, el 21 de septiembre de 1993, a los 74 años de edad.

## Obras destacadas
- Edificio Julio Antonio Mella de la Universidad de La Habana (1953)

- Edificio del Retiro Médico (actual sede del MINSAP) (1955)

- Facultad de Economía de la Universidad de La Habana (Década de 1950)

- Palacio de la Revolución (1964-1965)

- Parque Lenin (1972)

- Casa de los Cosmonautas (1975)

- Palacio de las Convenciones (1979)

- Teatro Heredia de Santiago de Cuba (1991)